# Klavertje vier (De Kiekeboes-album)
Klavertje Vier is het 31ste stripverhaal van De Kiekeboes. De reeks wordt getekend door striptekenaar Merho. Het album bestaat uit 4 afzonderlijke korte verhalen, die in voorheen elders apart van elkaar in druk verschenen. Een Ring voor Fanny dateert uit 1980, Pension Dennelucht is ongedateerd, Huize Parazar dateert uit 1981 en Operatie Griezel uit 1982. Het album zelf werd in 1986 gepubliceerd.

## Plot
- Een ring voor Fanny

Fanny gaat langs bij Freddy, een kunstfotograaf die foto's van haar voor modebladen gemaakt heeft. Een van zijn foto's van haar heeft de eerste prijs gewonnen op een fotofestival. Als dank schenkt hij Fanny een ring, die hij echter niet gekocht heeft. Wanneer Fanny er dieper op in wil gaan zegt hij dat hij niet wil vertellen waar hij ze gevonden heeft. Als Kiekeboe het hoort ruikt hij onraad, zeker wanneer Fanny zegt dat Freddy er niet voor betaald heeft. Kiekeboe besluit de ring te laten onderzoeken door een juwelier die concludeert dat de ring echt is en meent dezelfde ring op een schilderij bij juwelier Abraham Proimenbaum te hebben gezien. Kiekeboe bezoekt Proimenbaum die constateert dat de ring afkomstig is van de 20 jaar geleden overleden Madame Gruyère De Parmezan. De edelvrouw had de gewoonte voor het slapengaan haar ring in een schoteltje ongesmolten havermout te leggen, iets wat men destijds wel vaker deed om de ring mooi te houden. Op een ochtend bleek haar ring verdwenen en ondanks talloze speuracties werd ze nooit teruggevonden. Kiekeboe en Proimenbaum besluiten naar Freddy's appartement te gaan om hem aan te houden, maar Freddy legt uit dat hij de ring ontdekte rond de nek van een muizenskelet toen hij op een dag de vloer van zijn appartement openbrak. De ring was dus destijds door een muis meegenomen die op de havermout afkwam en de ring mee naar haar muizenholletje had genomen. Freddy schenkt Fanny uiteindelijk de ring.
- Pension Dennelucht

Charlotte is op zoek naar rust en wil vermageren. Aldus trekt ze enkele weken op vakantie naar pension Dennelucht. Terwijl Charlotte kennismaakt met de pensioneigenaar, Doris Dicop, duikt er een jonge man op die de zoon is van de recent overleden eigenaar van het pension, meneer Oreka. De jonge Oreka beweert dat hij volgens zijn vaders testament recht heeft op het pension, maar Dicop beweert dat hij zelf ook over een testament beschikt waarin het pension aan hem wordt toegewezen. Charlotte vertrouwt de zaak niet en belt Kiekeboe op om haar eens te bezoeken. Die nacht hoort Charlotte vreemde geluiden beneden en gaat op onderzoek uit. Als Kiekeboe de volgende dag het pension bezoekt ontdekt hij dat er is ingebroken en dat Charlotte is verdwenen. Ze blijkt echter opgesloten te zitten in de kelder nadat ze zag hoe Dicop zelf het appartement overhoop gooide om het op een inbraak te laten lijken. Kiekeboe bevrijdt haar net op het moment dat Dicop terug is. Hij tracht hen door het keldergat te achtervolgen, maar blijft steken. Dan bekent hij dat hij helemaal niet over het echte testament beschikt, maar enkel over een samengestelde fotokopie. Via de inbraak wilde hij laten uitschijnen dat dieven het document gestolen hadden. Hij wordt naar de gevangenis gebracht en Charlotte zet haar vakantie in een ander pension voort.
- Huize Parazar

Fanny en haar vriendin Madelon vertrekken samen op vakantie naar Frankrijk, maar na een poos hoort de familie Kiekeboe niks meer van hen en besluit Kiekeboe met Konstantinopel op onderzoek uit te gaan. Terwijl ze informeren bij Galoche, de burgemeester van het dorpje, ziet Konstantinopel hoe een man in een auto voorbijrijdt om een brief te posten. Op de achterbank herkent Konstantinopel Fanny's rugzak en hij rijdt stiekem mee. Ze komen aan in Huize Parazar waar blijkt dat de man baron Pastis de Pernod heet. Konstantinopel ontdekt in diens kelder dat Fanny en Madelon er gegijzeld worden. De jonge meisjes werkten op de boerderij van Huize Parazar waar ze eieren inpakten. Fanny liet toen per ongeluk een van de eieren vallen en ontdekte een wit poeder binnenin. Toen Madame Louise de boerin dit ontdekte sloot ze hen beiden op in een onderaardse kelder. Konstantinopel wordt door Fanny naar Huize Parazar geleid om er zo'n verdacht ei te halen en naar de politie te brengen. Madame Louise betrapt hem echter en sluit hem op in de stal. Konstantinopel weet te ontsnappen en de burgemeester op te bellen. Inmiddels heeft Louise ook de baron opgebeld die onderweg is naar de boerderij, maar onderweg Kiekeboe tegenkomt en hem meeneemt omdat hij informeert naar hoe hij in Huize Parazar komt? De auto van de baron, de politiewagen en Konstantinopel, die per tractor uit de boerderij gevlucht is, komen op een splitsing allemaal in botsing. Op de boerderij blijkt dat alle verdachte eieren (die drugs blijken te bevatten) verdwenen zijn, maar Konstantinopel weet wel dat Fanny en Madelon in de kelder van de baron verborgen zitten. De baron en zijn meid worden ingerekend door de politie en de eieren worden in de bestelwagen teruggevonden in de vijver.
- Operatie griezel

Na een griezelfilm te hebben gezien zien Charlotte en Kiekeboe een verschrikte man (Cor Biljart) uit het kerkhof rennen. Hij beweert een levend lijk te hebben gezien. Kiekeboe en de man gaan op onderzoek uit en komen het spook tegen. Ze kunnen hem echter niet tegenhouden en hij verdwijnt. De kerkhofuitbater vertelt dat er de laatste tijd regelmatig diefstallen plaatsvinden op het kerkhof, vooral van medaillons, heiligenbeelden, kinderkopjes, borstbeeldjes en vooral Daguerreotypieën. Na een nachtmerrie keert Kiekeboe de volgende dag terug en vraagt Cor of hij de nabijgelegen grafkelder al eens onderzocht heeft? Ze besluiten erheen te gaan, maar de sleutel blijkt niet meer op het slot te passen. Via een loper kunnen ze toch het gebouw betreden en ontdekken dat er iemand woont. Ze vinden alle gestolen dingen terug en ook de man die voor spook speelde. De man ontsnapt en steelt een lijkwagen, maar botst tegen een andere auto aan. Op het politiekantoor blijkt dat hij alle kerkhofspullen stal en zich in de grafkelder schuilhield.

## Achtergrond
Het is het laatste album dat oorspronkelijk in zwart-wit verscheen. Vanaf nummer 32 (nummer 30 is ook nooit in zwart-wit uitgebracht) werden alle nummers in kleur gedrukt.